# Sylvia Garcia
Sylvia Rodriguez Garcia (San Diego, 6 de septiembre de 1950) es una política estadounidense, que se desempeña como miembro de la Cámara de Representantes de los Estados Unidos por el 29.º distrito congresional de Texas desde 2019. Su distrito cubre gran parte del este de Houston. Miembro del Partido Demócrata, previamente representó al sexto distrito en el Senado de Texas.

## Biografía

### Primeros años y educación
Nació en San Diego (Texas) y se crio en Palito Blanco, en el centro oeste del condado de Jim Wells, hija de Luis y Antonia Rodríguez Garcia. Es la octava de diez hijos de una familia mexicano-estadounidense.
Después de graduarse de la escuela secundaria Ben Bolt-Palito Blanco, asistió a la Universidad de la Mujer de Texas con una beca. Se graduó con un título en trabajo social. Después de completar sus estudios, comenzó su carrera como trabajadora social. Más tarde recibió su título de Doctora en Jurisprudencia de la Facultad de Derecho Thurgood Marshall de la Universidad del Sur de Texas.

### Carrera
A principios de la década de 1980, la alcaldesa de Houston, Kathryn Whitmire, nombró a Garcia como jueza presidente del Sistema Municipal de Houston, sirviendo por cinco términos bajo dos alcaldes. En 1998, se convirtió en el controladora de la ciudad de Houston.
En 1992, mientras era jueza, se postuló en las primarias demócratas para el recién creado 29.º distrito congresional de Texas, quedando tercera en las primarias demócratas.
Fue elegida para el Tribunal del Comisionado del Condado de Harris en 2002. Fue la primera mujer y la primera latina elegida para ese puesto por derecho propio. Fue derrotada en su reelección al Tribunal en 2010 por el republicano Jack Norman.
En 2013, derrotó a la representante estatal Carol Alvarado en una segunda vuelta electoral especial para reemplazar al fallecido senador estatal Mario Gallegos. Prestó juramento como miembro del Senado de Texas el 11 de marzo de 2013. Sirvió en los comités de Justicia Criminal, Relaciones Intergubernamentales, Recursos Naturales y Desarrollo Económico y Transporte. Fue reelegida en las elecciones generales de 2016, al no tener oposición.
En noviembre de 2017 el representante por el 29.° distrito Gene Green anunció su retiro del cargo, y Garcia, ingresó a una primaria demócrata de siete precandidatos. Garcia recibió un impulso significativo cuando Green la apoyó como su sucesora, ganando fácilmente las primarias con el 63 por ciento de los votos. También ganó fácilmente las elecciones generales del 6 de noviembre de 2018 sobre el candidato republicano Phillip Aronoff. Garcia y Veronica Escobar se convirtieron en las primeras congresistas hispanas de Texas.
El 15 de enero de 2020, fue elegida junto a otros representantes para presentar la acusación contra el presidente Donald Trump ante el Senado de los Estados Unidos.